# View Park-Windsor Hills
|  | Dieser Artikel wurde aufgrund von inhaltlichen Mängeln auf der Qualitätssicherungsseite des Projektes USA eingetragen. Hilf mit, die Qualität dieses Artikels auf ein akzeptables Niveau zu bringen, und beteilige dich an der Diskussion! Eine nähere Beschreibung der zu behebenden Mängel fehlt. |

View Park-Windsor Hills ist ein census-designated place (CDP) im Los Angeles County im US-Bundesstaat Kalifornien. Der Ort hat eine Fläche von 4,8 km². Das U.S. Census Bureau hat bei der Volkszählung 2020 eine Einwohnerzahl von 11.419 ermittelt.
Der Ort befindet sich bei den geographischen Koordinaten 34,00° Nord, 118,35° West und ist ein Vorort von Los Angeles, mit dem er lückenlos zusammengewachsen ist. View Park-Windsor Hills befindet sich nur gerade 1,2 Meilen (also knapp 2 Kilometer) vom Crenshaw Boulevard  und der Stadtgrenze zu Los Angeles entfernt, wobei der Ortsteil View Park direkt an den Stadtteil Crenshaw der Stadt Los Angeles grenzt.

## Demographie
Der Ort wird größtenteils von Afroamerikanern bevölkert. View Park-Windsor Hills ist eine wohlhabende Siedlung, was folgende Zahlen belegen: Im Jahr 2010 waren 84,8 % der Einwohner Afroamerikaner, der Anteil der Weißen betrug lediglich 6 %. Das durchschnittliche Einkommen für einen Haushalt betrug fast 80.000 $ und nur 8,3 % der Bevölkerung lebte in Armut. Die durchschnittliche Armut ist in den USA etwa doppelt so hoch.